# 하인츠 크리스티안 판더
하인츠 크리스티안 판더(독일어: Heinz Christian Pander, 1794년 7월 24일 – 1865년 9월 22일) 또는 크리스티안 하인리히 판더(독일어: Christian Heinrich Pander, 라트비아어: Kristiāns Heinrihs fon Panders)는 러시아 제국의 발트 독일인 생물학자이자 발생학자이다.

## 생애
판더는 1794년 리가의 상인 집안에서 태어났다. 1812년부터 1814년까지 타르투 대학교에서 의학을 공부하며 카를 에른스트 폰 베어와 친구가 되었다. 1817년 뷔르츠부르크 대학교에서 이그나츠 될링거의 지도하에 박사학위를 취득했다. 1820년에 박물학자로서 부하라 과학 탐험에 참여했다. 1826년에 상트페테르부르크 과학 아카데미 정회원이 되었으나 1827년 탈퇴했다. 1833년부터 1844년까지 카르니카바의 사유지에서 리가 근처 가우야강 유역의 화석을 연구했다.
판더는 1820년대부터 정체를 알 수 없는 “열병”을 앓았다고 전해진다. 1865년에 상트페테르부르크에서 사망하였다.

## 업적
판더는 닭 배아를 연구하여 배엽을 발견한 공로로 흔히 "발생학의 창시자"로 간주된다. 카를 에른스트 폰 베어는 그의 발생학 연구를 이어받아, 배엽 개념을 모든 척추동물로 확장하였다.
판더는 고생물학 분야에서 중요한 연구를 수행했다. 발트 지역 데본기·실루리아기 지층의 화석을 광범위하게 연구한 것으로 유명하다. 캐나다 고생물학자 엘카나 빌링스는 이 시대 삼엽충 연구에 대한 판더의 공로를 기려 '판데리안(Panderian)'이라는 형용사를 사용하였다. 판더는 또한 코노돈트로 불리는 고생물을 최초로 기술하였다.
코노돈트 연구에 관심이 있는 고생물학자 및 층서학자들의 국제 협회인 판더 협회는 오늘날까지도 이어지고 있다.

## 판더의 이름을 딴 용어
판더섬은 하인츠 크리스티안 판더의 이름을 따서 명명된 해부학 구조이다.

## 저술
- 《달걀 관련 발생학에 대한 기고(Beiträge zur Entwickelungsgeschichte des Hühnchens im Eye)》 (1817)
- 《발트 지방 자연사에 대한 기고(Beiträge zur Naturkunde aus den Ostseeprovinzen Rußlands)》 Dorpat (1820)
- 《비교골학(Vergleichende Osteologie)》 7권, 에두아르트 요제프 달튼 공저, Bonn: Weber (1821-1828)
- 《러시아 제국 지질학에 대한 기고 (Beiträge zur geognosie des russischen reiches)》 (1830)
- 《발트 지방 실루리아기 지층에서 나온 화석 어류에 대한 논고 (Monographie der Fossilen Fische des silurischen Systems der Russisch-Baltischen Gouvernements)》 St. Petersburg (1856)
- 《데본계 판피류에 대하여 (Ueber die Placodermen des devonischen Systems)》 (1857년)
- 《Über die ctenodipterinen des devonischen systems》 (1858)
- 《Über die saurodipterinen, dendrodonten, glyptolepiden und cheirolepiden des devonischen systems》 (1860)[7]

## 같이 보기
- 발생학
- 발생생물학

## 참고문헌
- Gilbert, Developmental biology
- Latvian Technical and Scientific Achievements